# Орпунд
Орпунд (нем. Orpund) — коммуна в Швейцарии, в кантоне Берн.
Входит в состав округа Нидау. Население составляет 2612 человек (на 31 декабря 2006 года). Официальный код — 0744.